# Kampuchea (dokumentarfilm)
Kampuchea er en dansk udviklingsbistandsfilm fra 2009 instrueret af Sofie Marie Kristensen og Mikael Svendsen.

## Handling
Filmen foregår i Phnom Penh godt tredive år efter Pol Pots rædselsregime og folkedrab. Dengang skete helt uhyrlige ting, som det siden har været svært at tale om. Der har været en barriere mellem forældregenerationen og de unge, men der er ved at ske en opblødning. Forældregenerationen er begyndt at åbne sig om landets dramatiske historie.